# Agnes Henningsen
Agnes Kathinka Malling Andersen (landgoed Skovsbo bij Rynkeby, 18 november 1868 - Kopenhagen, 21 april 1962), beter bekend als Agnes Henningsen, was een Deense auteur en activiste voor seksuele vrijheid en gelijkheid.
Haar bekendste werk vormen de memoires bestaande uit acht delen die ze tussen 1941 en 1955 schreef. De memoires beslaan in totaal meer dan 2000 pagina's en behoren daarmee (naast die van Johanne Luise Heiberg) tot de omvangrijkste memoires uit de Deense literatuur. Door haar vooruitstrevende blik op seksualiteit wordt Henningsen gezien als een feministisch icoon.
De werken die ze schreef werden veelal gezien als controversieel. Dit leidde ertoe dat ze zich niet populair maakte onder de bourgeoisie van Kopenhagen. Zelf wilde ze vooral zo waarheidsgetrouw mogelijk over het leven schrijven.
Agnes Henningsen is de moeder van ontwerper, auteur en criticus Poul Henningsen.

## Levensloop

### Jeugd
Agnes Henningsen werd geboren op 18 november 1868 als Agnes Kathinka Malling Andersen op het eiland Funen. Ze groeide op in een burgerlijk milieu op het landgoed Skovsbo bij Rynkeby waar haar vader Peter Andersen pachtboer was. Haar moeder Ophelia Petrea Amalia Cathinca Malling werd omschreven als een gelukkige en flirterige vrouw. Ze had twee zussen: Mimi en Caroline Mathilde (Tut). Ze omschreef zichzelf als een energiek en ongehoorzaam kind dat haar vader regelmatig uitdaagde. Als kind was ze gefascineerd door beweging en snelheid, iets dat ze haar leven lang behield. Ze noemde dit løbe- og drømmetrang ("de drang om te rennen en te dromen").

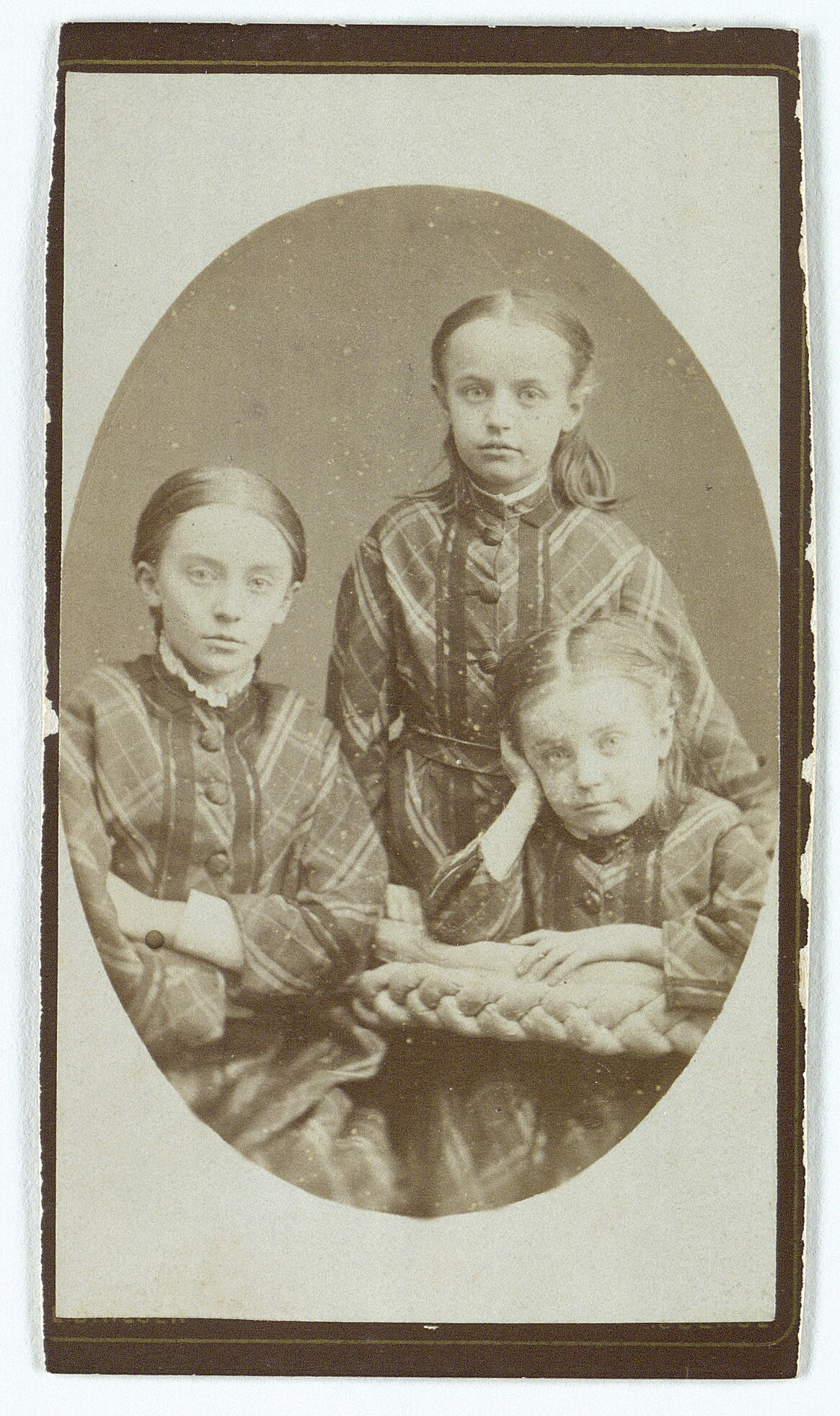
Agnes (midden) met haar zussen Mimi (links) en Tut (rechts).

In 1874 overleed haar moeder tijdens een bevalling. Haar vader hertrouwde in 1875 met Emmy Emilie Rytzebeck. Haar vader en zijn nieuwe echtgenote, die tevens de lerares van de drie kinderen was, hadden geen gelukkig huwelijk. Het huwelijk werd gekenmerkt door de drankzucht van haar vader. Henningsens vader stierf in 1883 en liet het gezin achter met schulden. De broer van haar vader, oom Ferdinand, werd gevraagd om het land dat haar vader bewerkte te onderhouden tot het huurcontract afliep. Met hem kreeg ze op vijftienjarige leeftijd haar eerste liefdesrelatie. Haar oom was op dat moment reeds verloofd, maar verbrak deze verloving om met Henningsen een relatie aan te gaan. De twee waren daarna kort verloofd, maar de relatie werd door Henningsen verbroken. De relatie met haar oom leidde ertoe dat er in negatieve zin over haar gesproken werd en ze de reputatie van losbandig meisje kreeg.
Door haar ongelukkige jeugd keerde ze zich af van religie en bleef de rest van haar leven atheïstisch. Na de dood van haar vader woonde ze samen met haar twee zussen tijdelijk in bij familie, maar ze werden uiteindelijk geplaatst in een meisjesinternaat in Antvorskov. Henningsen verbleef daar twee jaar lang. Hoewel ze in haar jeugd had meegekregen dat ze ongetalenteerd was, toonde zij zich tijdens haar verblijf op het internaat als een intelligente jonge vrouw. Na haar verblijf in het internaat woonde ze kort in bij een priester in het dorp Ho in Jutland.

### Huwelijk
Tijdens een zomervakantie die Henningsen doorbracht bij een tante op het Deense eiland Funen leerde ze haar latere echtgenoot Mads Henningsen kennen. Op haar zeventiende kreeg ze van hem het boek Fru Marie Grubbe van Jens Peter Jacobsen over een vrijgevochten vrouw. Het boek werd door het seksuele thema beschouwd als immoreel en ze las het om die reden in het geheim. Ze waardeerde dat de hoofdpersoon niet de perfecte vrouw is. Daarnaast stelde ze dat de tekortkomingen van het hoofdpersoon haar meer aanspraken dan haar deugden.
Henningsen raakte opzettelijk zwanger van Mads Henningsen en op 24 oktober 1887 traden zij in het huwelijk. Na het huwelijk nam ze zijn achternaam aan. Mads Henningsen had theologie gestudeerd en was werkzaam als leraar op de Latijnse school van Ordrup. In hetzelfde jaar als dat zij huwden werd hun eerste kind geboren: Ellinor Henningsen. Het huwelijk was een vrij huwelijk waarin ruimte was voor zelfrealisatie. In 1889 en 1891 werd het gezin verder uitgebreid met dochter Esther en zoon Tage. Het gezin had het financieel niet breed en de zorg voor de drie kinderen kwam hoofdzakelijk op de schouders van Agnes Henningsen terecht.

### Start literaire carrière

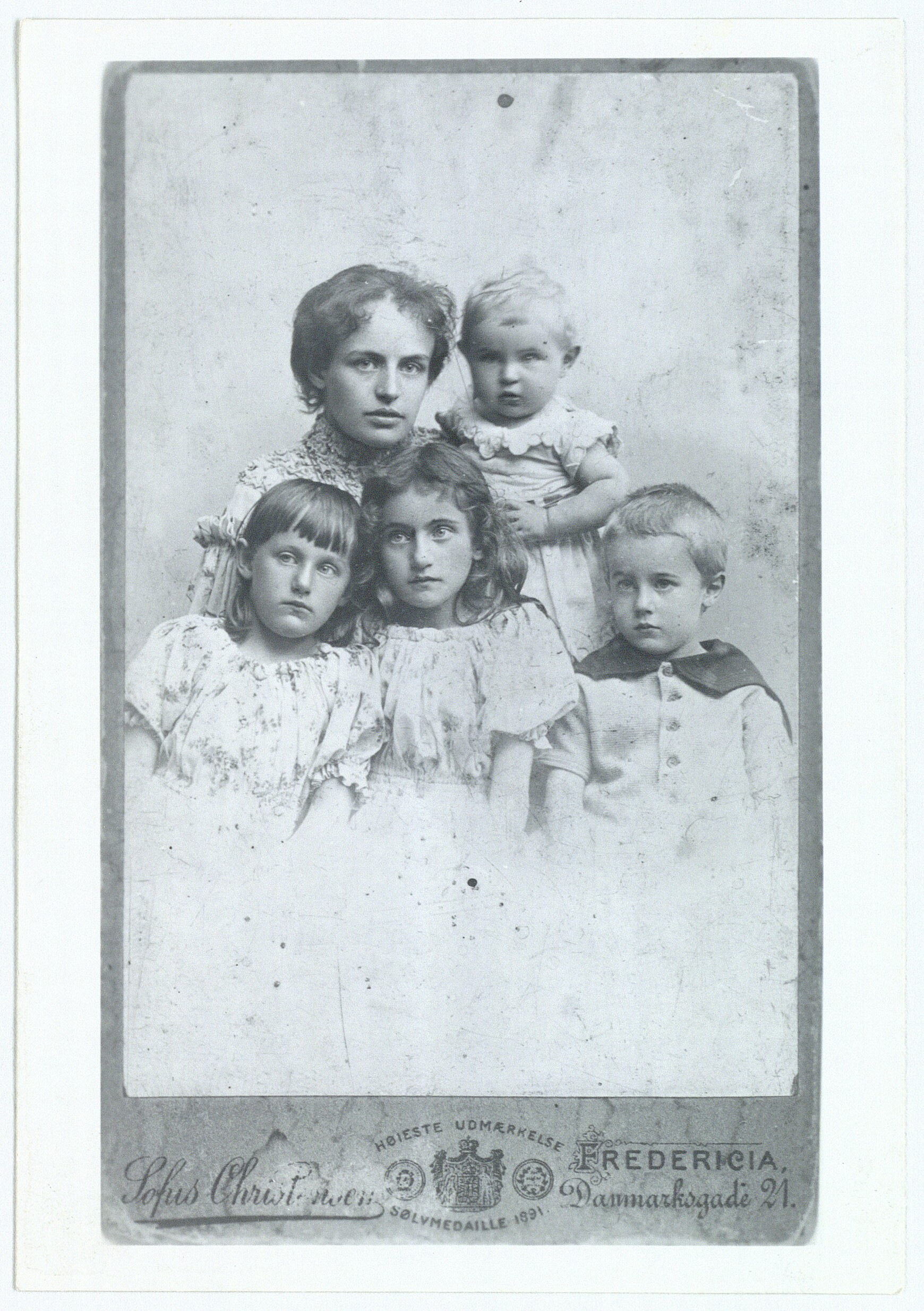
Agnes Henningsen met haar vier kinderen Poul, Ellinor, Esther en Tage.

Henningsen startte met schrijven om geld te verdienen. Ze omschreef haar levensdroom als "tussen de slimste mannen van het land zitten en knap zijn". Voor het publiceren van haar werken zocht ze contact met schrijver en journalist Herman Bang aan wie zij een manuscript voor een roman toestuurde. Hij raadde haar aan om korte verhalen te publiceren in plaats van een volledige roman. Dit leidde ertoe dat in 1891 een reeks korte verhalen over de jeugd van Henningsen werden gepubliceerd in de progressieve krant København. Deze werden gepubliceerd onder het pseudoniem Helga Maynert.
In dezelfde periode ontmoette ze op de redactie van København de getrouwde auteur Carl Ewald. Na hun ontmoeting nodigde hij haar bij hem thuis uit om zijn vrouw Betty Ewald en de bij Ewald inwonende vrouwen Inger-Johanne Riise en Augusta Formann te ontmoeten. Formann en Riise, door Henningsen Foer en Riis of Riisemann genoemd, hadden haar stukken gelezen en waren erg enthousiast. Met Riise ontwikkelde ze een hechte vriendschap.
Henningsen kreeg met Ewald een buitenechtelijke relatie en raakte zwanger van hem. In 1894 werd hun zoon Poul Henningsen geboren. Doordat ze op dat moment nog getrouwd was met Mads Henningsen, kreeg zoon Poul de achternaam van haar man. Door de gelijkenis die Poul vertoonde met Ewald, wist Mads Henningsen dat Poul niet zijn biologische zoon was, maar dit werd voor de buitenwereld geheim gehouden. Toen Poul veertien jaar oud was, kreeg hij te horen dat Carl Ewald zijn biologische vader was.

### Echtscheiding
Hoewel Mads Henningsen zelf ook enkele openlijke affaires had, kreeg hij steeds meer moeite met de vrijheden die zijn vrouw ervoer en ontstonden er scheuren in hun relatie. Een jaar na de geboorte van Poul werd Mads Henningsen ontslagen nadat hij op de school waar hij les gaf betrapt was op het zoenen van een leerling. Hij besloot hierop om in februari 1895 naar de Verenigde Staten te vertrekken en zijn gezin in Denemarken achter te laten. Na zijn vertrek scheidden ze.

Het leven als alleenstaande moeder van vier kinderen viel Henningsen zwaar en ze besloot om samen met haar jongste zoon Poul in te trekken bij Carl Ewald en diens echtgenote Betty. Haar drie oudste kinderen woonden tijdelijk in bij hun grootouders in Fredericia. Later trok ook dochter Esther in bij het huishouden van Ewald, aangezien zij zich niet thuis voelde bij haar strenggelovige grootouders. Poul werd tijdelijk ondergebracht bij een pleeggezin in Vordingborg. Hij woonde in bij meubelmaker Carl Hansen en zijn vrouw Julle, de zus van Betty Ewald.

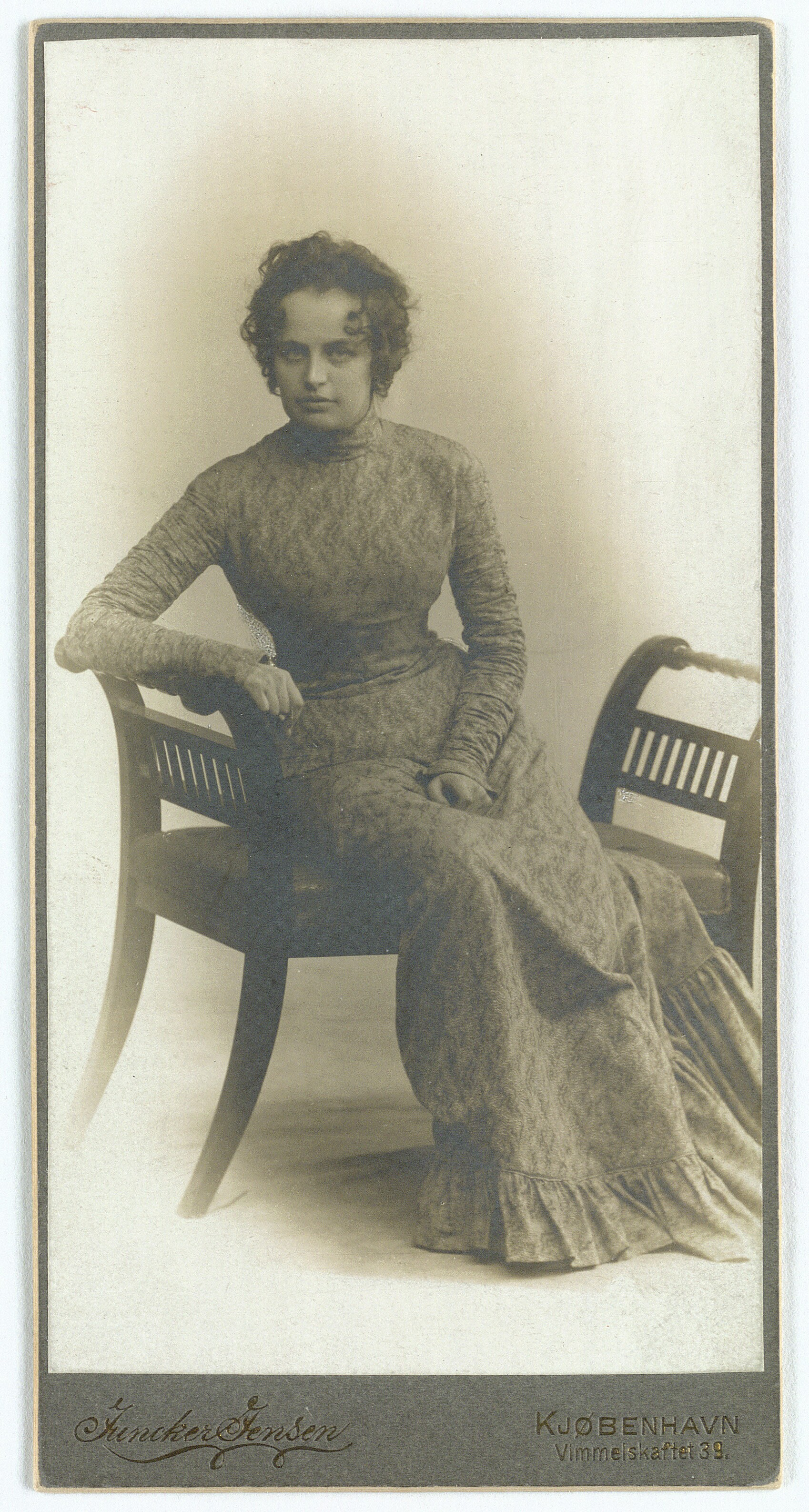
Studiofoto van Agnes Henningsen (jaren negentig van de negentiende eeuw)

Als alleenstaande moeder was het voor haar ook financieel erg lastig. De erfenis die zij en haar zussen hadden gekregen van hun ouders werd beheerd door de man van haar oudste zus Mimi, waardoor ze geen vrije toegang had tot het geld. Elke keer als zij in geldnood zat, was zij genoodzaakt om hem om toestemming te vragen. Henningsen kreeg enige financiële bijstand van haar zussen en om geld te kunnen verdienen opende ze een exclusieve kapsalon in Kopenhagen aan Strøget en gaf die de naam Manon. Ze had eigenlijk vroedvrouw willen worden, maar kreeg geen moreel certificaat van de plaatselijke priester omdat zij de kerk niet vaak genoeg had bezocht. Ook een opleiding tot fotograaf mislukte.
Haar keuze voor het openen van een kapsalon had als gevolg dat sommige van haar vrienden uit literaire kringen niet langer contact met haar zochten. Daarnaast werd er veel geroddeld over haar persoonlijke situatie, wat ze zich erg aantrok. Het hebben van een kapsalon loste de financiële problemen niet op, waarop ze besloot zich opnieuw toe te leggen op haar literaire carrière.

### Publicatie eerste werken
In 1898 vertrok ze samen met haar vriendin Riis naar Vesterbro. Vanuit daar vertrok ze in 1899 naar Roskilde waar Poul en Esther bij haar kwamen inwonen. Hoewel Poul bij haar inwoonde, verbleef hij tevens af en toe bij zijn pleegouders. Dochter Ellinor en zoon Tage zag zij tijdens feestdagen en op vakanties.
Voor het vinden van een woonruimte had ze hulp gekregen van de bevriende schrijver Gustav Wied, haar meubelen kreeg ze via vrienden. In 1899 verschenen haar eerste twee romans: Glansbilledet: En Historie om Damer ("Het glanzende imago: een geschiedenis van de dames") en Strømmen ("De stroming") bij uitgeverij Nordiske. Ondanks haar wens om moeder te zijn, zorgde ze niet goed voor haar kinderen. De zorg voor de kinderen van Henningsen kwam hoofdzakelijk terecht op de schouders van haar inwonende dienstmeisje die in haar memoires wordt aangeduid als Frøken Hansen (Mevrouw Hansen). Naast mevrouw Hansen stond ook Riis haar bij in de zorg voor haar kinderen. Daarnaast hielp zij met het nalezen van haar manuscripten.

In 1900 ontving Henningsen een beurs om een reis naar Polen te maken. Dit gaf haar inspiratie voor de roman Polens Døtre ("Dochters van Polen") die in 1901 werd gepubliceerd. De mannelijke hoofdpersoon in het boek was gebaseerd op de Deense auteur Georg Brandes die ze rond 1890 had leren kennen. Aanvankelijk vertoonde de schrijfstijl van Henningsen overeenkomsten met die van Herman Bang. Naarmate ze meer boeken schreef begon ze haar eigen stijl te ontwikkelen.

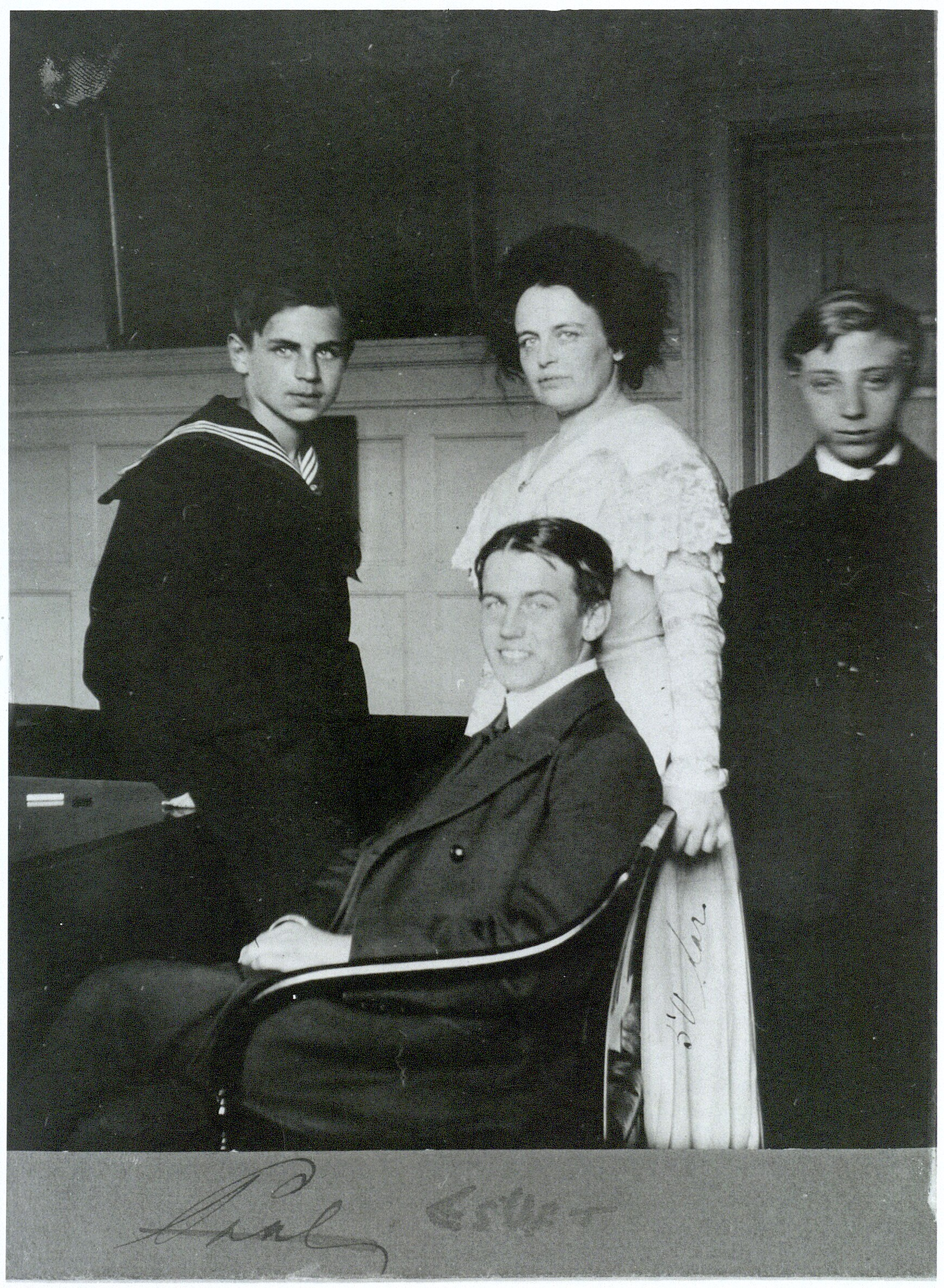
Agnes Henningsen met haar zoons Poul (links) en Tage, en een onbekend persoon (1905).

In 1903 publiceerde ze de roman De Spedalske ("De melaatsen") en in 1905 werd haar roman Lykken ("Geluk") gepubliceerd. De roman, die gaat over de rol die de frigide vrouw aanneemt in een samenleving die wordt gedomineerd door meedogenloze mannen, zorgde voor opschudding binnen de bourgeoisie van Kopenhagen en de kritiek op Henningsen vergrootte.
In dezelfde periode schreef ze ook enkele toneelstukken. In 1904 werd het stuk Den Uovervindelige ("De onoverwinnelijke") gepubliceerd, gevolgd door Elskerinden ("De minnares") in 1906. Het stuk Elskerinden beschrijft de relatie tussen een minnares en een man. De vooraanstaande Deense actrice Betty Nansen werd gevraagd om de hoofdrol in het stuk te spelen, maar weigerde. In 1906 schreef de actrice in een brief aan auteur en Gyldendal-uitgever Peter Nansen over Henningsen: "Feit is dat de dame in kwestie me de afgelopen zes of zeven jaar ronduit walgelijk heeft geleken - ja, ik heb er geen ander woord voor. Het is haar mond. Het raakt me op dezelfde manier als een paar honden die op straat aan het paren zijn... ik kan niet naar die mond kijken zonder er een literaire penis in te zien - ik moet al overgeven bij de gedachte alleen al."
Na zeven jaar in Roskilde te hebben gewoond, keerde ze in 1906 samen met haar zoon Poul en dochter Esther terug naar Kopenhagen. Later kwam ook zoon Tage bij hen inwonen.
In 1911 werd haar roman Den elskede Eva ("De geliefde Eva") uitgebracht. Henningsen had datzelfde jaar aan de roman gewerkt tijdens een vakantie in Falsterbo waar ze in een vakantiehuis verbleef met haar vriendin Riis. Nadat in het vakantiehuis brand was uitgebroken had Riis het manuscript van het boek uit het brandende huis gered, maar raakte hierbij ernstig verbrand. Ze overleed 24 uur later aan haar verwondingen.

### Schandaal
In 1917 zorgt de publicatie van haar werk Den store Kærlighed ("De grote liefde") ervoor dat Deense dagbladen massaal kritische stukken publiceerden over het werk. Daarnaast werden krantenredacties overspoeld met brieven van boze lezers. Ze omschreven het werk, dat gaat over een vrouw die haar minnaar in een vlaag van jaloezie vermoordt, als verderfelijk en immoreel. Het werd onder meer beschreven als een werk vol met "vuil en gemeenheid" en het boek zou "verontwaardiging en geestelijk vergif over het land verspreiden en zelfs de kiem van misdaden en waanzin kunnen planten". Naar aanleiding van de publicatie werd Henningsen door een man een "langzame en pijnlijke dood” toegewenst.
Begin 1918 werd er door de Folketing gesproken over een toelage voor vijf auteurs als onderdeel van de Financiënwet. Zij waren uitgekozen door een commissie en zouden jaarlijks ieder duizend Deense kronen ontvangen. Proost Hans Koch van de Deense Volkskerk was het er niet mee eens dat Henningsen gekozen was en startte om deze reden een campagne tegen haar. Ook dagblad Hovedstaden en de schrijversvereniging National Forfatterforening kwamen in opstand tegen deze beslissing. Zij waren van mening dat haar werk immoreel was en het werk kon "fatale" gevolgen hebben voor de "geestelijke gezondheid van ons volk". Volgens hen moest "corrupt auteurschap" niet beloond worden. Henningsen kreeg enige steun van een aantal auteurs die een brief publiceerden waarin zij stelden dat het haar vrij stond zich te uiten hoe zij dat wilde.
Vanuit de politiek werd ze aangevallen uit zowel de liberale als conservatieve hoek. Enkel politicus Edvard Brandes (de jongere broer van Georg Brandes) van de sociaal-liberale partij Radikale Venstre stemde voor een levenslange toelage voor Henningsen. Er werd vervolgens gesproken over een tijdelijke steun, maar ze weigerde deze: "Ik wil geen enkele staatssteun meer ontvangen nadat de Rijksdag mij heeft behandeld zoals zij heeft gedaan en daarmee ook minachting heeft getoond voor de leidende critici van het land, die mij hebben beoordeeld en aanbevolen." Zelf omschreef ze het voorval als "Ik was uit de Financiënwet gezet voordat ik mezelf er volledig in had toegelaten". In haar memoires schreef ze dat ze zich gereduceerd voelde tot een "betekenisloze oude vrouw". Volgens auteur en historicus Aage Rasch is Henningsen de enige persoon die omwille van morele redenen geen staatsuitkering heeft ontvangen.

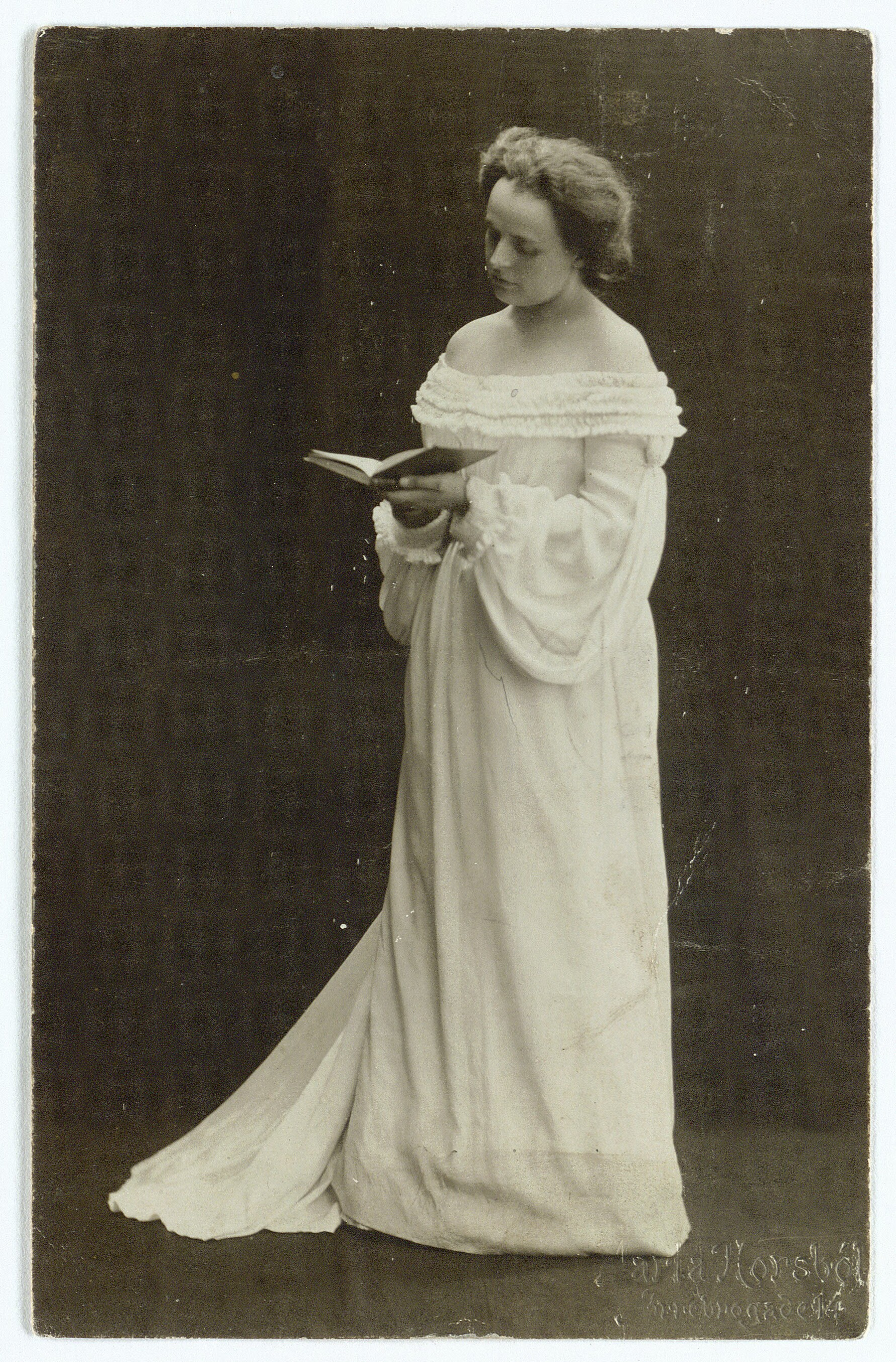
Agnes Henningsen (gefotografeerd tussen 1895 en 1912)

### De Deense vrouwenbeweging
Tijdens de ophef rond de toelage van de Folketing kreeg ze geen steun van de Deense Vrouwenvereniging of andere bekende vrouwelijke schrijvers uit deze periode. De relatie tussen Henningsen en de Deense vrouwenbeweging was betrekkelijk koel. De beweging ondersteunde, in tegenstelling tot Henningsen, de heersende seksuele moraal in deze periode.
De schrijfster Gyrithe Lemche had een grote invloed op de Deense vrouwenbeweging en op een bepaald ogenblik raakten Lemche en Henningsen in conflict. Lemche noemde haar een "romanschrijvende hetaere" waarop Henningsen antwoordde dat Lemche slechts een romanschrijfster was en dat er meer voor nodig was om ook een hetaere te zijn.

### Tweede huwelijk
In 1919 hadden haar inmiddels volwassen kinderen het huis verlaten. In haar memoires schreef ze opgelucht te zijn dat haar kinderen volwassen waren. Daarnaast schreef ze dat ze enkel van haar kinderen genoot toen zij nog baby's waren. Volgens Henningsen maakt het moederschap de vrouw dom. Ook was het volgens haar bijna onmogelijk om zowel een passievolle vrouw als een creatieve geest en zorgzame moeder te zijn.
In datzelfde jaar hertrouwde ze met de advocaat en auteur Jens Sigvard (Simon) Koch (1871–1935). Net als haar eerste huwelijk was ook dit een open huwelijk. Koch was haar buurman met wie ze goed bevriend was geraakt. Hij kwam goed overeen met haar kinderen en Henningsens zoon Poul had enkele dingen voor zijn dochter ontworpen. Een aantal jaren nadat hij gescheiden was van zijn vrouw, trouwden ze. Voor Henningsen was dit huwelijk tevens een manier om meer zekerheid te vinden in haar leven. Daarnaast wilde ze aan de buitenwereld bewijzen dat er een man in haar leven was die haar meer vond dan "middelmatig".
In 1921 schreef ze de roman Den Guderne elsker ("Degene waar de goden van houden") als reactie op de beschuldigingen die zij in 1918 had gekregen. Tussen 1927 en 1930 werkte ze aan de trilogie Kærlighedens Aarstider ("Seizoenen van liefde"), Det rige Efteraar ("De rijke herfst") en Den sidste Aften ("De laatste avond").

### Memoires
Henningsen en Koch hadden een gelukkig huwelijk en het echtpaar reisde veel. Na zestien jaar samen te zijn geweest, overleed Koch in 1935. Zes jaar later startte ze met het schrijven van haar achtdelige memoire Erindringer ("Herinneringen"). De boeken kregen de titels Let Gang paa Jorden ("Gemakkelijke wandeling op aarde"), Letsindighedens Gave ("Geschenk van Roekeloosheid"), Byen erobret ("De stad veroverd"), Kærlighedssynder ("Zonden van liefde"), Dødsfjende-Hjertenskær ("Aardsvijand-Hartzeer"), Jeg er Levemand ("Ik ben een levensgenieter"), Den rige Fugl ("De rijke vogel") en Skygger over Vejen ("Schaduwen over de weg").
In 1946 ontving ze de Gyldendals Herman Bang legat, een literatuurprijs van uitgeverij Gyldendal. Twee jaar later ontving ze de een erebeurs van het Henrik Pontoppidans Mindefond. De memoires beslaan in totaal meer dan 2000 pagina's en vormen daarmee een van de twee omvangrijkste memoires uit de Deense literatuur. In 1955 werden haar memoires afgerond. Daarna startte ze met haar tweede trilogie. Deze bestond uit Vi ses i Arizona ("Tot ziens in Arizona"), Den lidenskabelige pige ("Het gepassioneerde meisje") en Bølgeslag ("Golven").
In 1960 werd Henningsen lid van Det Danske Akademi ("de Deense Academie"). Bij de oprichting van deze literaire vereniging waren Henningsen en Karen Blixen de eerste twee vrouwelijke leden.
Agnes Henningsen overleed op 21 april 1962 in Kopenhagen. Ze werd 93 jaar oud.

## Literair werk en activisme
Het werk van Henningsen wordt gekenmerkt door thema's als vrouwelijke seksualiteit, de strijd van vrouwen tegen traditionele genderrollen, vrije liefde en seksuele gelijkheid. Daarnaast schreef ze over niet-monogame relaties vanuit een vrouwelijk perspectief en wees ze het idee van "één ware liefde" af. Zowel de mannelijke als vrouwelijke personages in haar boeken ervaren seksuele vrijheid. De vrouwelijke personages worden niet gezien als een slachtoffer van mannelijke seksuele dominantie: zowel de man als de vrouw had een eigen verantwoordelijkheid. Ze hekelde de notie dat sterke vrouwen werden gezien als mannelijk, omdat dit haaks staat op haar idee van vrouwelijkheid en vrouwelijke schoonheid. Tegelijkertijd waardeerde ze de keuze van vrouwen om zich niet te binden aan traditionele opvattingen omtrent het vrouwelijke ideaalbeeld.
Henningsen was in deze periode niet de enige auteur die schreef over vrouwen en de vrijheid van vrouwen, maar ze was wel de enige Deense auteur die zo openlijk en eerlijk over het vrouwelijke verlangen schreef. De romans die Henningsen schreef waren vaak sterk geïnspireerd op ervaringen uit haar eigen leven. Haar keuze voor deze, in deze tijd controversiële, onderwerpen leidde ertoe dat ze zich niet populair maakte onder de bourgeoisie van Kopenhagen.
In 1906 schreef ze een brief naar auteur en criticus Christian Rimestad waarin ze haar werk omschreef als volgt: "Ik schrijf niet vanuit ideeën, ik wil geen enkel wereldding hervormen. Het enige dat ik wil is de indrukken die het leven mij heeft gegeven, zo waarheidsgetrouw en zo onvrijwillig mogelijk teruggeven: niet om het te veranderen, noch om te verzinnen, te verfraaien of te verdraaien, maar alleen om te vertellen over het leven zoals het is."

### Romans
- Glansbilledet: En Historie om Damer (1899)
- Strømmen (1899)
- Polens Døtre (1901)
- De Spedalske (1903)
- Lykken (1905)
- Den elskede Eva (1911)
- Den store Kærlighed (1917)
- Den Guderne elsker (1921)
- Barnets Magt (1923)
- Den fuldendte Kvinde (1925)
- Kærlighedens Aarstider (1927)
- Det rige Efteraar (1928)
- Den sidste Aften (1930)
- Le kun (1935)
- Det rigtige Menneske (1938)
- Let Gang paa Jorden (1941)
- Letsindighedens Gave (1943)
- Byen erobret (1945)
- Kærlighedssynder (1947)
- Dødsfjende-Hjertenskær (1949)
- Jeg er Levemand (1951)
- Den rige Fugl (1953)
- Skygger over Vejen (1955)
- Vi ses i Arizona (1956)
- Den lidenskabelige pige (1958)
- Bølgeslag (1959)

### Toneelstukken
- Moralen (1903)
- Den Uovervindelige (1904)
- Elskerinden (1906)
- Hævnen (1912)
- Den rige Fugl (1916)
- Troense (1922)
- Det store Parti

## Portretten
Henningsen werd tijdens haar leven enkele malen geportretteerd, onder meer door Ragnvald Blix, Ludvig Find, Valdemar Andersen, Albert Naur en Kurt Szafranski.
- Bibsys: 90096399
- Bibliothèque nationale de France: cb12500298d (data)
- Gemeinsame Normdatei: 119543281
- International Standard Name Identifier: 0000 0000 8138 2565
- Library of Congress Control Number: n86865863
- Nationale Bibliotheek van Letland: 000236628
- Nationale Bibliotheek van Polen: a0000002110351
- Nederlandse Thesaurus van Auteursnamen: 070245460
- LIBRIS: 241701
- Système universitaire de documentation: 034225161
- Virtual International Authority File: 59188915
- WorldCat: E39PBJw8WBg9yQWkTJYfFx4rMP